# 과징금
과징금(課徵金)이란 일정한 행정법 상 의무를 위반하거나 이행하지 않을 때에 행정청이 의무자에게 부과 징수하는 금전적 제재이다. 행정의 실효성 확보수단이다. 원래 과징금은 ｢독점규제 및 공정거래에 관한 법률｣상 의무 위반으로 인한 경제적 이익을 환수하기 위한 장치로 도입되었다.

## 법적 성격
부당이득세적 성격을 강조하는 견해, 위반행위의 억지를 도모하는 행정제재금으로서의 성격을 강조하면서 다만 그 제재적 성격은 형벌의 그것과는 다르다는 견해도 있다. 과징금은 영업정지와 같은 제재적 처분으로 인한 국민의 불편 등을 고려하여 이에 갈음하여 부과하는 경우가 있다. 과징금은 재정수입의 확보보다는 위반행위에 대한 제재라는 성격이 강하게 나타난다.

## 관련 조문
독점규제및공정거래에관한법률 제6조 (과징금) 
공정거래위원회는 시장지배적사업자가 남용행위를 한 경우에는 당해 사업자에 대하여 대통령령이 정하는 매출액(대통령령이 정하는 사업자의 경우에는 영업수익을 말한다. 이하 같다)에 100분의 3을 곱한 금액을 초과하지 아니하는 범위안에서 과징금을 부과할 수 있다. 다만, 매출액이 없거나 매출액의 산정이 곤란한 경우로서 대통령령이 정하는 경우(이하 "매출액이 없는 경우등"이라 한다)에는 10억원을 초과하지 아니하는 범위안에서 과징금을 부과할 수 있다. [전문개정 1996.12.30]

## 판례
판례는 동일한 위반행위에 대하여 형사처벌과 아울러 과징금의 부과처분을 하는 것이 이중처벌금지 원칙에 반하지 않는다고 본다.
- 자신의 비디오물감상실에 18세 이상 19세 미만의 청소년을 출입시킨 비디오물감상실업자에 대하여 청소년보호법상의 과징금부과처분을 한 경우, 제재적 행정처분인 청소년보호법상의 과징금부과처분에 있어서 관련 법령이 충돌되는 것 같은 외관이 초래됨으로써 그 해석적용상의 혼란 등으로 인하여 위반자가 위 행위가 관련 법률에 의하여 허용된다고 믿었고, 그렇게 믿었던 것에 대하여 정당한 이유가 있는 경우에 해당한다는 이유로 위 과징금부과처분이 위법하다고 한 사례.[1]

- 공정거래위원회의 독점규제 및 공정거래에 관한 법률 위반행위자에 대한 과징금 부과처분은 재량행위이다[2]

- 헌법 제13조 제1항에서 금지하는 국가형벌권 행사로서의 처벌에 해당한다고 할 수 없으므로 법에서 형사처벌과 아울러 과징금의 부과처분을 할 수 있도록 규정하고 있다 하더라도 이중처벌금지원칙이나 무죄추정원칙에 위반된다거나 사법권이나 재판청구권을 침해한다고 볼 수 없다[3]

- 과징금 처분기준을 정한 청소년보호법 시행령 규정은 대외적으로 국민이나 법원을 구속할 힘이 있는 법규명령 해당한다[4]

## 같이 보기
- 대한민국 공정거래위원회
- 과태료
- 벌금